# Stratège (manga)
Pour les articles homonymes, voir Stratège (homonymie).
Stratège (墨攻, Bokkō) est un manga écrit par Sentaro Kubota et dessiné par Hideki Mori. Il est adapté du roman Bokkô de Kenichi Sakemi. Sa publication a débuté en 1992 au Japon dans le magazine Big Comic de Shōgakukan, et il a été publié en français aux éditions Tonkam. La série comporte 11 tomes.
Le manga a été adapté au cinéma en 2006 sous le nom A Battle of Wits.
En 1995, la série est récompensée par le prix Shōgakukan dans la catégorie générale.

## Synopsis
En Chine antique, à l'époque des "Royaumes des combattants", la guerre entre les différents royaumes fait rage.
À cette époque, plusieurs écoles sont en concurrence dont la fameuse école de Mo où un seul élève à la faculté d'arrêter plus de 10 000 hommes. Le secret de la puissance se cachant derrière les disciples de cette école  est leur connaissance de la stratégie militaire et leur capacité à défendre n'importe quelle ville ou village dès lors qu'on leur laisse prendre le commandement des opérations.
Parmi les plus grands disciples de cette école, Ke-ri, un homme expert en combat et en stratégie militaire. Son rôle : organiser la défense de villes ayant demandé l'aide aux hommes de Mo.
Ke-ri protégera de nombreuses villes, rencontrant des compagnons et surtout devant faire face à l'ennemi le plus redoutable qu'il n'a jamais connu : son propre clan dirigé par Pei-Ping dont la conduite semble aller à l'encontre de la philosophie originelle des hommes de Mo.

### Documentation
- Laurent Mélikian, « Aux armes, salariés ! », BoDoï, no 28,‎ mars 2000, p. 17.